# كينغو تاكاشيما
كينغو تاكاشيما (باليابانية: 多久島 顕悟) (15 مايو 1987 في فوكوكا في اليابان – )؛ هو لاعب كرة قدم كان يلعب كلاعب وسط.

## وصلات خارجية
- كينغو تاكاشيما على موقع عالم كرة القدم.نت (الإنجليزية)